# Tertene
Die Tertene (frei übersetzt Törtchen) umfassen mehrere kleine Nunatakker im ostantarktischen Königin-Maud-Land. Sie liegen an der Westflanke des Gletschers Kreitzerisen nahe dem westlichen Ende des Girges Sør Rondane.
Norwegische Kartografen, die den Nunatakkern einen deskriptiven Namen in Anlehnung an ihre Form und Anordnung gaben, kartierten sie 1957 anhand von Luftaufnahmen, die bei der US-amerikanischen Operation Highjump (1946–1947) erstellt worden waren.